# Järnvägslinjen Savski Marof–Kumrovec
Järnvägen Savski Marof-Klanjec-Kumrovec är en numera nedlagd kroatisk järnvägssträckning som går från Savski Marof, längs slovenska gränsen, och till Kumrovec därifrån det finns en fortsättning till den slovenska staden Celje. Den är nedlagd och det sista tåget gick år 1979. Sträckan är oelektrifierad hela vägen utom på sträckan Savski Marof-Harmica som trafikeras av Zagrebs pendeltåg. Linjen lades ned för att sträckan på två ställen; en km söder om Kumrovec och en sträcka utanför Zagorska selas kommun, går på slovenska sidan av gränsen. Innan nedläggningen stannade tågen mellan Zagreb och Celje i Kumrovec.
Järnvägsstationsområdet i Kumrovec är för att vara på en nedlagd järnväg ganska välbevarat. Spåret är fortfarande i kördugligt skick och stationshuset på Kumrovec station är mycket bevarat med både biljetthall och väntsal kvar. Dörrarna till stationshuset står fortfarande öppet så att man kan komma in där. Bangården har dock tagits över av grönskan som döljer befintliga plattformar och järnvägsspår.
- Wikimedia Commons har media som rör Järnvägslinjen Savski Marof–Kumrovec.